# Рейнджър 1
Рейнджър 1 (на английски: Ranger 1) е космически апарат от програма Рейнджър, чиято основна цел е тестването на тези функции и части, които ще бъдат необходими при следващите мисии до Луната. Другата му мисия е да изучава частиците и състава на междупланетното пространство.

## Техническа характеристика
Космчиеският апарат е от първа серия. Коснструкцията има хексагонална основа (1,5 m в диаметър) върху която е монтирана 4 метрова конусовидна кула прикрепена с алуминиеви скоби и подпори. Два слънчеви панела с дължина 5,2 m от край до край излизат от основата. Антена с формата на чиния е прикрепена към основата. Върху основата и кулата са прикрепрни още инструменти. Някои от тях са магнитометър, електростатични анализатори, детектори за засичане на частици със средна енергия, детектори за космически прах и др.
Захранването се осигурява от два слънчеви панела с 8680 клетки и от 57 kg сребърно-цинкова батерия, както и от по-малки батерии за някои експерименти.

## Мисия
Апаратът е проектиран да влезе в Земна паркинг орбита, и тогава в 60 000 до 1 100 000 km Земна орбита за да тества системите и инструментите. Рейнджър 1 е изведен по план в паркинг орбита, но ракета Атлас се проваля и не успява да го изведе в по-висока орбита. Апаратът достига само до ниска Земна орбита и започва да пада. Рейнджър 1 навлиза отново в Земната атмосфера на 30 август 1961. Мисията се счита за успешна; оборудването е изпрабвано, но не е събрана достатъчно научна информация.